# Provincia de Aysén
La Provincia de Aysén es una provincia chilena perteneciente a la Región Aysén del General Carlos Ibáñez del Campo. Su capital es Puerto Aysén. Limita al norte con la Provincia de Palena y la Provincia de Chiloé, al sur con la Provincia Capitán Prat, al este con la Provincia General Carrera y la Provincia de Coyhaique y al oeste con el océano Pacífico.

## Economía
En 2018, la cantidad de empresas registradas en la provincia de Aysén fue de 708. El Índice de Complejidad Económica (ECI) en el mismo año fue de -0,63, mientras que las actividades económicas con mayor índice de Ventaja Comparativa Revelada (RCA) fueron Pesca Industrial (157,98), Servicios de Acuicultura, excepto Servicios Profesionales y Extracción (60,7) y Alquiler de Transporte por Vía Acuática (52,79).

## Comunas
La provincia está constituida por 3 comunas:
- Aysén (c. Puerto Aysén);
- Cisnes (c. Puerto Cisnes);
- Guaitecas (c. Melinka).

## Autoridades
Las autoridades son nombradas directamente por el Presidente de la República y se mantienen en su cargo mientras cuenten con su confianza.

### Gobernador Provincial (1990-2021)
Los siguientes fueron los gobernadores provinciales de Aysén.

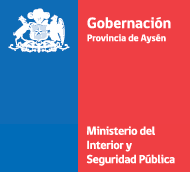
Logotipo de la Gobernación de la Provincia de Aysén hasta 2021.

| Gobernador(a)                  | Partido | Partido | Inicio                  | Final                   | Presidente(a) | Presidente(a)           |
| ------------------------------ | ------- | ------- | ----------------------- | ----------------------- | ------------- | ----------------------- |
| Ricardo Osorio Araneda         |         | PDC     | 11 de marzo de 1990     | 11 de marzo de 1994     |               | Patricio Aylwin         |
| Pedro Adrián Gutiérrez Beltrán |         | PS      | 11 de marzo de 1994     | 11 de marzo de 2000     |               | Eduardo Frei Ruíz-Tagle |
| Nelda Rivera Barrientos        |         | PDC     | 11 de marzo de 2000     | 28 de diciembre de 2001 |               | Ricardo Lagos           |
| Paz Foitzich Sandoval          |         | PDC     | 28 de diciembre de 2001 | 22 de agosto de 2004    |               | Ricardo Lagos           |
| Silvia Delfín Cortés           |         | PPD     | 22 de agosto de 2004    | 15 de diciembre de 2004 |               | Ricardo Lagos           |
| José Urrutia Bustos            |         | PPD     | 15 de diciembre de 2004 | 11 de marzo de 2006     |               | Ricardo Lagos           |
| Ximena Órdenes Neira           |         | PPD     | 11 de marzo de 2006     | 11 de noviembre de 2008 |               | Michelle Bachelet       |
| Isaac Arturo Ovando Bello      |         | PS      | 23 de enero de 2009     | 11 de marzo de 2010     |               | Michelle Bachelet       |
| Felisa Ojeda Vargas            |         | UDI     | 11 de marzo de 2010     | 11 de marzo de 2014     |               | Sebastián Piñera        |
| Marisol Martínez Sánchez       |         | PS      | 11 de marzo de 2014     | 27 de enero de 2015     |               | Michelle Bachelet       |
| Paz Foitzich Sandoval          |         | PDC     | 2 de febrero de 2015    | 10 de noviembre de 2016 |               | Michelle Bachelet       |
| Marcos Saavedra Quintallana    |         | PS      | 10 de noviembre de 2016 | 11 de marzo de 2018     |               | Michelle Bachelet       |
| Manuel Ortiz Torres            |         | UDI     | 11 de marzo de 2018     | 14 de julio de 2021     |               | Sebastián Piñera        |

### Delegado Presidencial Provincial (Desde 2021)

Logotipo de la Delegación Presidencial Provincial de Aysén desde 2021.

Nuevo cargo que reemplaza la figura de Gobernador provincial.
| Delegado(a)               | Partido | Partido | Inicio                  | Final                   | Presidente(a) | Presidente(a)    |
| ------------------------- | ------- | ------- | ----------------------- | ----------------------- | ------------- | ---------------- |
| Manuel Ortiz Torres       |         | UDI     | 14 de julio de 2021     | 11 de marzo de 2022     |               | Sebastián Piñera |
| Jorge Salfate Aguayo      |         | CS      | 11 de marzo de 2022     | 17 de marzo de 2023     |               | Gabriel Boric    |
| Jorge Díaz Guzmán         |         | PS      | 6 de mayo de 2023       | 15 de noviembre de 2024 |               | Gabriel Boric    |
| Samuel Navarro Castro (s) |         | PCCh    | 15 de noviembre de 2024 | 10 de diciembre de 2024 |               | Gabriel Boric    |
| Rodrigo Moreno Rivera     |         | PPD     | 10 de diciembre de 2024 | En el cargo             |               | Gabriel Boric    |

## Población
Su población estimada al 2006 es de 31 987 habitantes, siendo su densidad de 1124 hab/km². Al censo nacional del 2002 la población era de 29 631 habitantes, con una densidad de 1041 hab/km².
Su capital provincial es Aysén, con una población estimada al 2006 de 25.687 habitantes; al censo del 2002 la población era de 22 353 habitantes (70.6% población urbana)